# نادی‌برکی
نادی‌بِرکی (به مجاری:  Nagyberki) یک منطقهٔ مسکونی در مجارستان است که در ناحیه کاپوشوار واقع شده‌است. نادی‌بِرکی ۲۱٫۷۴ کیلومتر مربع مساحت و ۱٬۴۴۱ نفر جمعیت دارد.